# Liste der Beiträge für den besten fremdsprachigen Film für die Oscarverleihung 1997
Die folgenden 39 Filme, alle aus verschiedenen Ländern, waren Vorschläge in der Kategorie Bester fremdsprachiger Film für die Oscarverleihung 1997. Die hervorgehobenen Titel waren die fünf letztendlich nominierten Filme, welche aus den Ländern Frankreich, Georgien, Norwegen, Russland und Tschechien stammen. Der Oscar ging schließlich an das tschechische Drama Kolya.
Albanien, Australien und Georgien sendeten erstmals jeweils einen Vorschlag für diese Kategorie ein. Finnlands Beitrag wurde zurückgezogen, bevor der Wettbewerb begann.

## Beiträge
| Land        | Deutscher Verleihtitel                        | Sprache(n)                               | Originaltitel                                                                 | Regisseur(e)                    | Ergebnis        |
| ----------- | --------------------------------------------- | ---------------------------------------- | ----------------------------------------------------------------------------- | ------------------------------- | --------------- |
| Albanien    | Oberst Bunker                                 | Albanisch                                | Kolonel Bunker                                                                | Kujtim Çashku                   | Nicht Nominiert |
| Algerien    | Kuss-Kuss in Paris                            | Französisch, Arabisch                    | Salut cousin!                                                                 | Merzak Allouache                | Nicht Nominiert |
| Argentinien | Eva Perón                                     | Spanisch                                 | Eva Perón: La verdadera historia                                              | Juan Carlos Desanzo             | Nicht Nominiert |
| Australien  | Floating Life - Das Leben geht weiter         | Kantonesisch, Englisch, Deutsch          | Floating Life                                                                 | Clara Law                       | Nicht Nominiert |
| Belgien     | Am achten Tag                                 | Französisch                              | Le huitième jour                                                              | Jaco Van Dormael                | Nicht Nominiert |
| Brasilien   | Tieta do Brazil                               | Portugiesisch                            | Tieta do Agreste                                                              | Carlos Diegues                  | Nicht Nominiert |
| Dänemark    | Hamsun                                        | Dänisch, Deutsch, Norwegisch, Schwedisch | Hamsun                                                                        | Jan Troell                      | Nicht Nominiert |
| Deutschland | Der Totmacher                                 | Deutsch                                  | Der Totmacher                                                                 | Romuald Karmakar                | Nicht Nominiert |
| Finnland    | Wolken ziehen vorüber                         | Finnisch                                 | Kauas pilvet karkaavat                                                        | Aki Kaurismäki                  | Zurückgezogen   |
| Frankreich  | Ridicule – Von der Lächerlichkeit des Scheins | Französisch                              | Ridicule                                                                      | Patrice Leconte                 | Nominiert       |
| Georgien    | 1001 Rezepte eines verliebten Kochs           | Französisch, Georgisch, Russisch         | შეყვარებული კულინარის 1001 რეცეპტი (Shekvarebuli kulinaris ataserti retsepti) | Nana Dschordschadse             | Nominiert       |
| Hongkong    | Das Tor des Tigers                            | Kantonesisch                             | 虎度門 (Hu Du Men)                                                            | Shu Kei                         | Nicht Nominiert |
| Indien      | Indian                                        | Tamil                                    | Indian                                                                        | S. Shankar                      | Nicht Nominiert |
| Island      | Devil’s Island                                | Isländisch                               | Djöflaeyjan                                                                   | Friðrik Þór Friðriksson         | Nicht Nominiert |
| Israel      | Saint Clara                                   | Hebräisch, Russisch                      | הקדושה (Clara haKedoscha)                                                     | Ari Folman, Ori Sivan           | Nicht Nominiert |
| Italien     | Meine Generation                              | Italienisch                              | Mia Generazione                                                               | Wilma Labate                    | Nicht Nominiert |
| Japan       | Gakko II - Schule II                          | Japanisch                                | 学校II (Gakkō II)                                                             | Yōji Yamada                     | Nicht Nominiert |
| Kanada      | Sous-Sol                                      | Französisch                              | Sous-Sol                                                                      | Pierre Gang                     | Nicht Nominiert |
| Kolumbien   | Edipo Alcalde                                 | Spanisch                                 | Edipo Alcalde                                                                 | Jorge Alí Triana                | Nicht Nominiert |
| Kroatien    | Nausikaja                                     | Serbokroatisch                           | Nausikaja                                                                     | Vicko Ruić                      | Nicht Nominiert |
| Kuba        | Pon tu pensamiento en mí                      | Spanisch                                 | Pon tu pensamiento en mí                                                      | Arturo Sotto Díaz               | Nicht Nominiert |
| Mexiko      | Entre Pancho Villa y una mujer desnuda        | Spanisch                                 | Entre Pancho Villa y una mujer desnuda                                        | Sabina Berman, Isabelle Tardans | Nicht Nominiert |
| Niederlande | Lang lebe die Königin                         | Niederländisch                           | Lang leve de koningin                                                         | Esmé Lammers                    | Nicht Nominiert |
| Norwegen    | Sonntagsengel                                 | Norwegisch                               | Søndagsengler                                                                 | Berit Nesheim                   | Nominiert       |
| Österreich  | Hannah                                        | Deutsch                                  | Hannah                                                                        | Reinhard Schwabenitzky          | Nicht Nominiert |
| Philippinen | Segurista - Dead Sure                         | Tagalog                                  | Segurista                                                                     | Tikoy Aguiluz                   | Nicht Nominiert |
| Polen       | Cwal                                          | Polnisch                                 | Cwal                                                                          | Krzysztof Zanussi               | Nicht Nominiert |
| Rumänien    | Stare de Fapt                                 | Rumänisch                                | Stare de Fapt                                                                 | Stere Gulea                     | Nicht Nominiert |
| Russland    | Gefangen im Kaukasus                          | Russisch                                 | Кавказский пленник (Kawkasski plennik)                                        | Sergei Bodrow                   | Nominiert       |
| Schweden    | Jerusalem                                     | Schwedisch                               | Jerusalem                                                                     | Bille August                    | Nicht Nominiert |
| Schweiz     | Les Agneaux                                   | Französisch                              | Les Agneaux                                                                   | Marcel Schüpbach                | Nicht Nominiert |
| Serbien     | Dörfer in Flammen                             | Serbokroatisch                           | Лепа села лепо горе (Lepa sela lepo gore)                                     | Srđan Dragojević                | Nicht Nominiert |
| Slowenien   | Felix                                         | Slowenisch                               | Feliks                                                                        | Božo Šprajc                     | Nicht Nominiert |
| Spanien     | Bwana                                         | Spanisch                                 | Bwana                                                                         | Imanol Uribe                    | Nicht Nominiert |
| Taiwan      | Jin tian bu hui jia                           | Mandarin                                 | 今天不回家 (Jin tian bu hui jia)                                              | Sylvia Chang                    | Nicht Nominiert |
| Tschechien  | Kolya                                         | Tschechisch                              | Kolja                                                                         | Jan Svěrák                      | Gewonnen        |
| Ungarn      | Haggyállógva Vászka                           | Ungarisch                                | Haggyállógva Vászka                                                           | Péter Gothár                    | Nicht Nominiert |
| Vietnam     | Gate, gate, Paragate                          | Vietnamesisch                            | Bụi Hồng                                                                      | Hồ Quang Minh                   | Nicht Nominiert |
| Belarus     | Von Hölle zu Hölle                            | Deutsch, Russisch, Jiddisch              | Из ада в ад (Iz ada v ad)                                                     | Dmitri Astrachan                | Nicht Nominiert |